# Eskil
Eskil  è un nome proprio di persona norvegese, danese e svedese maschile.

## Varianti
- Danese: Askil[3], Askild[3], Eskel[3], Eschel[3], Eskild[3], Eskiild[3], Eskilt[3]
- Norvegese: Askel[3], Askil[3], Askild[3], Askjel[3], Askjell[3], Åskjell[3], Eskel[3], Eskild[3]
  - Femminili (arcaici): Askelina[4], Askeline[4]
- Svedese: Eskel[3], Eskild[3]

### Varianti in altre lingue
- Faroese: Áskel[3], Áskil[3], Eskil[3]
  - Femminili: Eskilda[4]
- Finlandese: Esko[1], Eskel[3], Eskeli[3], Eskil[3]
- Groenlandese: Eskil[3], Iiskili[3], Îskile[3], Íssekitdle[3], Issikilli[3]
- Inglese antico: Oscytel[5]
  - Medio inglese: Oskell[5], Askell[5], Anketil[5], Anchitel[5]
- Islandese: Áskell[3]
  - Femminili: Áskatla[4]
- Norreno: Ásketill[1][2], Asketil[5]
  - Ipocoristici: Áskell[2]
- Scozzese: Tasgall[1], Taskill[1]

## Origine e diffusione
Deriva dall'antico nome norreno Ásketill, poi abbreviato in Áskell e attestato in numerose forme, tra cui Ǣskæll, da cui discendono tutte le moderne varianti in Es-. È composto dai termini áss ("dio") e ketill ("calderone", "elmetto"); il primo dei due elementi si ritrova in svariati altri nomi scandinavi, quali Åsmund, Asbjørn, Astrid, Ásdís, Asger, Åsa e Aslaug, il secondo si può riscontrare in Kjetil e Torkel.
In inglese antico esisteva un nome imparentato, Oscytel, ispirato a quello norreno: entrambi erano ancora in uso all'epoca della conquista normanna e alcune forme, come Askell e Oskell, resistettero, benché rare, fino al XIX secolo (dando origine a cognomi che vennero ripresi a loro volta come nomi).
Occasionalmente, è stato reso in latino utilizzando il nome Hesekiel.

## Onomastico
L'onomastico ricorre il 12 giugno in memoria di sant'Eskil (italianizzato in "Eskillo" o "Eschillo"), vescovo di Strängnäs e martire nel Södermanland sotto Sverker I.

## Persone
- Eskil, arcivescovo di Lund
- Eskil Lundahl, nuotatore svedese
- Eskil Suter, pilota motociclistico svizzero

### Variante Esko
- Esko Aho, politico finlandese
- Esko Karhunen, cestista finlandese
- Esko Ranta, calciatore finlandese
- Esko Rechardt, velista finlandese
- Esko Saira, biatleta finlandes

### Altre varianti
- Eskild Ebbesen, canottiere danese
- Askil Holm, cantante e chitarrista norvegese
- Áskell Löve, botanico islandese